# 塞米西·西卡
塞米西·基奧阿·拉富·西卡（1968年1月31日—）是一名湯加政治人物、商人，於2010年至2021年擔任湯加立法會議員。2019年9月，在阿基利西·波希瓦去世後，他擔任代理汤加首相。他目前是友誼群島民主黨主席。

## 早年生活
西卡來自汤加塔布岛哈維魯托（Haveluloto），在楊百翰大學夏威夷分校接受教育，獲得理學學士學位。在進入政界之前，他當過教師和旅行社人員，並經營過一家外賣店和餐飲公司。他是湯加民主運動的長期支持者。2007年，他是包括人權和民主運動領導人阿基利西·波希瓦在內的三個人之一，他們因領導2006年6月的抗議遊行而被起訴。他被認定無罪並被釋放。

## 政治生涯
西卡是友誼群島民主黨的成員，在2010年選舉中當選為汤加塔布岛第二选区的議員。他在2014年再次當選，並成為全院委員會的主席。2016年4月，他被任命為基礎建設及旅遊部長。
2017年後，西卡被任命為副首相。2019年7月，在他干預湯加的太平洋小姐選美比賽中反對欺凌和性別歧視的演講後，有人要求他請辭。
2019年9月12日，首相阿基利西·波希瓦去世後，他就任代理總理。他參加了首相競選，但以8票對15票被波希瓦·图伊奥内托阿擊敗。西卡繼續領導友誼群島民主黨。
2020年12月，西卡提交了一份對總理圖伊奧內托阿的不信任案。
西卡參加了2021年湯加大選，但仍未成功。